# Nowe Gałwuny
Nowe Gałwuny (deutsch Neu Galbuhnen) war ein Ort in der polnischen Woiwodschaft Ermland-Masuren. Seine Ortsstelle liegt im Gebiet der Gmina Kętrzyn (Landgemeinde Rastenburg) im Powiat Kętrzyński (Kreis Rastenburg).

## Geographische Lage
Die Ortsstelle Nowe Gałwuny liegt in der nördlichen Mitte der Woiwodschaft Ermland-Masuren, drei Kilometer nordwestlich der Stadt Kętrzyn (deutsch Rastenburg).
Neu Galbuhnen war ein aus einem großen Hof bestehendes Vorwerk und ein Wohnplatz innerhalb der Gemeinde Podlacken (polnisch Podławki) im ostpreußischen Kreis Rastenburg. Eine Windmühle, die dem Ort überregionale Bedeutung einbrachte, stand 300 Meter nordwestlich des Dorfs.
Am 30. September 1928 wurde das Vorwerk Neu Galbuhnen aus dem Gutsbezirk Podlacken in die Landgemeinde Groß Galbuhnen (polnisch Gałwuny) umgegliedert, die am 23. Mai 1929 mit dem Wohnplatz Neu Galbuhnen in den Amtsbezirk Jeesau (polnisch Jeżewo) neu eingegliedert wurde.
In Kriegsfolge wurde das gesamte südliche Ostpreußen 1945 an Polen abgetreten. Neu Galbuhnen erhielt die polnische Namensform „Nowe Gałwuny“ und war wohl in den ersten Nachkriegsjahren noch besiedelt, verwaiste dann aber immer mehr. Heute sind nur noch wenige Überreste des Ortes geblieben, der offiziell nicht mehr genannt wird und somit in Gałwuny aufgegangen sein könnte. Die Ortsstelle liegt innerhalb der Landgemeinde Kętrzyn (Rastenburg) im Powiat Kętrzyński (Kreis Rastenburg).

## Kirche
Bis 1945 war Neu Galbuhnen in die evangelische Pfarrkirche Rastenburg in der  Kirchenprovinz Ostpreußen der Kirche der Altpreußischen Union, außerdem in die römisch-katholische Kirche St. Katharinen Rastenburg im Bistum Ermland eingepfarrt.

## Verkehr
Die Ortsstelle Nowe Gałwuny ist von Gałwuny (Groß Galbuhnen) an der polnischen Woiwodschaftsstraße 592 (einstige deutsche Reichsstraße 135) auf direktem Wege erreichbar.